# Sarandonga
Sarandonga es una canción compuesta por el dúo cubano Los Compadres, conformado por Lorenzo Hierrezuelo y Francisco Repilado ‘Compay Segundo’, a finales de los años 1950.
En España, fue por primera vez cantada en 1966 por Antonio González ‘El Pescaílla’, esposo de Lola Flores y padre de Lolita. Reconocido como el creador de la rumba catalana, escuchó la canción en sus viajes a Cuba. El ñame de la canción original lo cambió por arroz, y las «jutías que tienen cuatro dientes» por las «judías que le sientan mal». En 2001 Lolita incluyó su versión de esta canción en el álbum Lola, Lolita, Lola, que se haría mundialmente famosa. Asimismo, el cantante puertorriqueño Adalberto Santiago versionó la canción en 1981, cambiando el «cuchiviri cuchiviri» por «qué chévere, qué chévere».

## Versiones
- Sarandonga por Los Compadres (1950s). Mac.
- Sarandonga por El Pescaílla (1966). Belter.
- Sarandonga por Johnny Pacheco (1972). Fania Records.
- Sarandonga por Adalberto Santiago (1981). Fania Records.
- Sarandonga por Lolita (2001). WEA Music.
- Sarandonga por Junior Klan (2003). AVA Records.
- Sarandonga por Haila María Mompié y Pilar Boyero (2023). Puntilla Music.

#### Remixes
- Sarandonga Remixes (2001), WEA Music.

## Origen del nombre
El origen de la palabra es impreciso y se han propuesto varias teorías. La misma Lolita ha comentado en entrevistas que ella tampoco sabe qué significa «sarandonga». Algunos ven una similitud sospechosamente cercana con «sandunguera», que es como podría describirse esta canción. Otros afirman que sarandonga es un africanismo, porque guarda relación con el bantú ndugu (‘pimienta‘’). En un artículo de 2009 de la revista La Jiribilla, el escritor cubano René Vázquez explica que Sarandonga es como Compay Segundo llamaba cariñosamente a su mujer, Sara Labrada, para comer chiricunchiri, que es el nombre dado en el Oriente cubano al ñame con bacalao.